# PSST PSST
『PSST PSST』（プス プス）は、シブがき隊による作品で、1988年2月26日にリリースした26枚目のシングルであり、同年3月16日にリリースした13枚目のオリジナル・アルバム。本項では双方とも記述する。

## 概要
1988年、シブがき隊はデビューから7年にして初めてミュージカルに挑戦。それまでにコンサートでミュージカル風コントを行ったことはあったものの、本格的なミュージカル出演は今回が初となった。今回のミュージカル『PSST PSST～シブがき隊ROCK PERFORMANCE～』は、秋元康が初めてプロデュースしたミュージカル作品で、ロンドンを舞台とした青春ストーリーであった。共演者も梅津栄、室井滋、でんでん、ベンガル、ダンプ松本など豪華な顔ぶれが揃った。
本作発売から5ヵ月後にシブがき隊は『解隊』を宣言した（公式な解隊コンサートは同年11月2日）ため、本作が事実上最後のオリジナル・アルバムとなった。

## シングル収録曲
全作詞：秋元康　全作曲・編曲：後藤次利
1. PSST PSST
2. 傷つくのは僕だけでいい

## アルバム収録曲
全作詞：秋元康　全作曲・編曲：後藤次利
1. 仲間にはなれない
2. 暗殺の日
3. Rock in my heart -本木雅弘
4. Who?
5. 赤い月 -本木メイン
6. ハートのエッジ -薬丸裕英
7. PSST PSST （Troubled Version）
8. You are N.G. -布川敏和
9. 愛は眠らない
10. 迷信のホスピタル
11. 僕を許さないで
12. 夜明けのジュエル